# Anolis medemi
Anolis medemi — вид ігуаноподібних ящірок родини анолісових (Dactyloidae). Ендемік Колумбії.

## Поширення і екологія
Anolis medemi є ендеміками острова Горгона, розташованого в Тихому океані біля узбережжя Колумбії. Вони живуть у вологих тропічних лісах та на узліссях. Відкладають яйця.